# Makedonien i Eurovision Song Contest 2013
Makedonien deltog i Eurovision Song Contest 2013 i Malmö i Sverige, där de representeras av Esma Redžepova och Vlatko Lozanoski med låten "Pred da se razdeni".

## Uttagning
Den 27 november 2012 bekräftade MRT sitt deltagande i tävlingen år 2013. Den 11 december rapporterades det om att landet mest troligtvis skulle välja sitt bidrag internt. Den 29 december avslöjade MRT att man valt ut Esma Redžepova och Vlatko Lozanoski till att representera landet tillsammans. Den låt som duon ska framföra valdes internt. Den 21 januari 2013 meddelade MKRTV att artisterna fortfarande höll på att arbeta på bidraget och att låten skulle presenteras under ett speciellt TV-program i slutet av februari eller början av mars. Den 7 februari meddelade MKRTV att programmet, som skulle sändas från studio 3 vid TV-bolagets högkvarter i Skopje, skulle hållas den 27 februari. Förutom att presentera landets ESC-bidrag framförde även duon en hel del andra låtar tillsammans under programmet. ESC-bidraget presenterades som "Imperija". Dock kom man den 15 mars att ändra sitt bidrag till låten "Pred da se razdeni".

## Vid Eurovision
Makedonien lottades fram till att framföra sitt bidrag i den första halvan av den andra semifinalen den 16 maj 2013 i Malmö Arena.